# Martin Svrček
Martin Svrček (født 17. februar 2003 i Nesluša) er en cykelrytter fra Slovakiet, der er på kontrakt hos Soudal Quick-Step.